# Liste der denkmalgeschützten Objekte in Going am Wilden Kaiser
Die Liste der denkmalgeschützten Objekte in Going am Wilden Kaiser enthält die 10 denkmalgeschützten, unbeweglichen Objekte der Tiroler Gemeinde Going am Wilden Kaiser.

## Denkmäler
| Foto |                 | Denkmal                                                                                         | Standort                                      | Beschreibung | Metadaten |
| ---- | --------------- | ----------------------------------------------------------------------------------------------- | --------------------------------------------- | --- | --- |
| ja   | Datei hochladen | Bildstock hl. Johannes Nepomuk HERIS-ID: 76718 Objekt-ID: 90308 TKK: 6609                       | Dorfstraße 24, in der Nähe Standort KG: Going | Die barocke Skulptur des hl. Johannes von Nepomuk in geschlossenem Bretterkasten stammt aus der zweiten Hälfte des 18. Jahrhunderts. | BDA-Hist.: Q38145553 Status: § 2a Stand der BDA-Liste: 2025-06-30 Name: Bildstock hl. Johannes Nepomuk GstNr.: 1843 Bildstock hl. Johannes Nepomuk, Going                      |
| ja   | Datei hochladen | Pramakapelle HERIS-ID: 76734 Objekt-ID: 90325 TKK: 6700seit 2020                                | bei Kapellenweg 5 Standort KG: Going          | Die Errichtung der Kapelle steht in Zusammenhang mit dem im 16. und 17. Jahrhundert am Rerobichl betriebenen Bergbau. Es handelt sich um eine einjochige gemauerte Kapelle mit runder Apsis und holzschindelgedecktem Dach. Über dem Eingang befindet sich eine Darstellung von Christus als Guter Hirte. | BDA-Hist.: Q101245913 Status: Bescheid Stand der BDA-Liste: 2025-06-30 Name: Pramakapelle GstNr.: 1395/3 Pramakapelle, Going am Wilden Kaiser                                  |
| ja   | Datei hochladen | Widum HERIS-ID: 55372 Objekt-ID: 64002 TKK: 6681                                                | Kirchplatz 1 Standort KG: Going               | Bei dem Pfarrhaus, vermutlich aus der 1. Hälfte des 19. Jahrhunderts, handelt es sich um ein zweigeschoßiges Mittelflurhaus mit quadratischem Grundriss und steilem Walmdach. Allseits dreiachsig, die Fenster sind teilweise zugemauert. Die Gliederung erfolgt durch Putzquaderung im Erdgeschoß und geputzte Eckquaderung und Putzfaschen um die Fenster im Obergeschoß. In der 1. Hälfte des 20. Jahrhunderts wurde der Pfarrhof an seiner Westfassade um einen eingeschoßigen Anbau mit Walmdach erweitert. | BDA-Hist.: Q38065097 Status: § 2a Stand der BDA-Liste: 2025-06-30 Name: Widum GstNr.: 119                                                                                      |
| ja   | Datei hochladen | Kriegerdenkmal HERIS-ID: 76720 Objekt-ID: 90310 TKK: 6608                                       | bei Kirchplatz 1 Standort KG: Going           | Das 1948 errichtete Denkmal besteht aus einer zwischen zwei Pfeilern eingespannten Wand, die eine Granittafel mit den Namen der Gefallenen trägt. Auf den Pfeilern ein laternenförmiger Aufsatz mit einer Glocke beziehungsweise ein kleines, eisernes Kreuz. | BDA-Hist.: Q38145578 Status: § 2a Stand der BDA-Liste: 2025-06-30 Name: Kriegerdenkmal GstNr.: 119                                                                             |
| ja   | Datei hochladen | Dorfbrunnen HERIS-ID: 76693 Objekt-ID: 90283 TKK: 6611                                          | bei Kirchplatz 3 Standort KG: Going           | Der Brunnen aus dem Jahre 1955 besteht aus einem ovalen Rotmarmorbecken und einer achteckigen Stele mit einer in Kupfer getriebenen Florianistatue. | BDA-Hist.: Q38145279 Status: § 2a Stand der BDA-Liste: 2025-06-30 Name: Dorfbrunnen GstNr.: 1862/1                                                                             |
| ja   | Datei hochladen | Kath. Pfarrkirche Hl. Kreuz und Friedhof HERIS-ID: 55373 Objekt-ID: 64003 TKK: 5973, 2105, 6680 | bei Kirchplatz 4 Standort KG: Going           | Der barocke Kirchenbau wurde urkundlich 1774/1775 nach den Plänen des Kirchenbaumeisters Andreas Hueber erbaut. Die Gewölbemalereien um 1775 schuf der Barockmaler Matthias Kirchner. Anmerkung: | BDA-Hist.: Q38065107 Status: § 2a Stand der BDA-Liste: 2025-06-30 Name: Kath. Pfarrkirche Hl. Kreuz und Friedhof GstNr.: .39 Pfarrkirche Heilig Kreuz (Going am Wilden Kaiser) |
| ja   | Datei hochladen | Bildstock, Ölberg-Kapelle HERIS-ID: 76714 Objekt-ID: 90304 TKK: 2105                            | Kirchplatz 5, in der Nähe Standort KG: Going  | Der in die Friedhofsummauerung eingefügte große Nischenbildstock hat eine große, rundbogige Nische, die mit dem Motiv Christus am Ölberg ausgemalt ist und durch zwei hölzerne Türflügel verschlossen wird, die innen ebenfalls bemalt sind. Darunter befindet sich eine segmentbogige mit Rautengitter versperrte Nische. | BDA-Hist.: Q38145502 Status: § 2a Stand der BDA-Liste: 2025-06-30 Name: Bildstock, Ölberg-Kapelle GstNr.: .39 Friedhof Going                                                   |
| ja   | Datei hochladen | Aufbahrungshalle, Totenkapelle HERIS-ID: 76717 Objekt-ID: 90307 TKK: 6680                       | Kirchplatz 5, in der Nähe Standort KG: Going  | Der Entwurf der Aufbahrungshalle stammt von Wilhelm Adamer aus dem Jahre 1969. Die Kapelle steht auf fünfeckigem Grundriss, das Faltdach kragt seitlich zu zwei massiven Mauern aus Natursteinen aus. Der rundbogige Eingang ist an der Nordseite, an der Rückseite sind Urnennischen eingelassen. | BDA-Hist.: Q38145524 Status: § 2a Stand der BDA-Liste: 2025-06-30 Name: Aufbahrungshalle, Totenkapelle GstNr.: 113/2 Friedhof Going                                            |
| BW   | Datei hochladen | Hofkapelle Haiden/Hoadkapelle HERIS-ID: 76682 Objekt-ID: 90272 TKK: 49470seit 2012              | bei Reischweg 19 Standort KG: Going           | Die kleine, durchgehend gezimmerte Kapelle aus dem Jahr 1681 ruht auf vier Ecksteinen, sie hat einen geraden Schluss und ein flaches, mit Schindeln gedecktes Satteldach. Innen hat die Kapelle eine reiche volkstümliche Ausstattung und ein Bildnis des Schmerzensmanns. | BDA-Hist.: Q38145210 Status: Bescheid Stand der BDA-Liste: 2025-06-30 Name: Hofkapelle Haiden/Hoadkapelle GstNr.: 1210/1                                                       |
| ja   | Datei hochladen | Tannbichl-Kapelle HERIS-ID: 76737 Objekt-ID: 90329 TKK: 6595                                    | Standort KG: Going                            | Die Tannbichl-Kapelle ist eine kleine gemauerte, einjochige Kapelle mit einem runden Chorschluss, sie stammt vom Anfang des 19. Jahrhunderts. Der Eingang erfolgt über die Stirnseite und eine rechteckige Türe, darüber hochrechteckige Oberlichte und im Giebelfeld ein Marienbild. Innen eine Flachtonne, der Chor ist leicht eingezogen und mit einem Rautengitter verschlossen. | BDA-Hist.: Q38145745 Status: § 2a Stand der BDA-Liste: 2025-06-30 Name: Tannbichl-Kapelle GstNr.: 1834/1                                                                       |